# 1827 في الولايات المتحدة
فيما يلي قوائم الأحداث التي وقعت خلال عام 1827 في الولايات المتحدة.

## سياسة

### تعيين في المنصب
- 1 يناير – جورج كراوفورد Attorney General of Georgia [الإنجليزية]‏.
- 1 يناير – ناثانييل بيتجر نائب حاكم نيويورك [الإنجليزية]‏.
- 3 يناير – اينوك لينكولن حاكم مين [الإنجليزية]‏.
- 16 يناير – تشارلز بولك حاكم ولاية ديلاوير [الإنجليزية]‏.
- 4 مارس – إدوارد بيتس عضو مجلس النواب الأمريكي.
- 4 مارس – جون بيل عضو مجلس النواب الأمريكي.
- 4 مارس – جون تايلر عضو مجلس الشيوخ الأمريكي.
- 4 مارس – سيلاس رايت عضو مجلس النواب الأمريكي.
- 4 مارس – لويس ماكلين عضو مجلس الشيوخ الأمريكي.
- 1 أكتوبر – سام هيوستن حاكم تينيسي [الإنجليزية]‏.
- 7 نوفمبر – جون فورسيث حاكم جورجيا [الإنجليزية]‏.
- 8 ديسمبر – جيمس إيردل حاكم كارولينا الشمالية [الإنجليزية]‏.

### انتهاء فترة المنصب
- 1 يناير – مونتفورت ستوكس عضو مجلس ولاية كارولاينا الشمالية.
- 3 يناير – البيون باريس حاكم مين [الإنجليزية]‏.
- 16 يناير – صموئيل باينتر حاكم ولاية ديلاوير [الإنجليزية]‏.
- 3 مارس – لويس ماكلين عضو مجلس النواب الأمريكي.
- 3 مارس – وليام فندلي عضو مجلس الشيوخ الأمريكي.
- 4 مارس – جون تايلر حاكم فرجينيا [الإنجليزية]‏.
- 4 مارس – سام هيوستن عضو مجلس النواب الأمريكي.
- 4 مارس – هنري و . ادواردز عضو مجلس الشيوخ الأمريكي.
- 2 مايو – أوليفر ولكت حاكم كونيتيكت  [لغات أخرى]‏.
- 30 مايو – دانيال وبستر عضو مجلس النواب الأمريكي.

## كتب
من الكتب التي صدرت هذه السنة في الولايات المتحدة:
- 1 يناير – البراري من تأليف جيمس فينيمور كوبر.

## مواليد

### مارس
- 19 مارس – تشارلز إس فينابل

### أبريل
- 10 أبريل – لو والاس لويس والاس ويعرف أيضا باسم لو والاس (1827 – 1905) جندي ومحامي ودبلوماسي أمريكي وكاتب قصص تاريخية مثل بن هور.

### يوليو
- 1 يوليو – ستيفن غاردنر تشامبلن ضابط من الولايات المتحدة الأمريكية.
- 23 يوليو – روزويل فارنهام سياسي أمريكي.

### أغسطس
- 27 أغسطس – جيمس آدامز ويستون سياسي أمريكي.

### سبتمبر
- 1 سبتمبر – إليشا باكستر سياسي أمريكي.

### نوفمبر
- 26 نوفمبر – إيلين وايت كاتبة من الولايات المتحدة الأمريكية.

### ديسمبر
- 7 ديسمبر – هوراس بويس سياسي أمريكي.

### فبراير
- 22 فبراير – تشارلز ويلسون بيل (مواليد 1741) رسام من الولايات المتحدة الأمريكية.

### أبريل
- 24 أبريل – إسرائيل بيكنز (مواليد 1780) سياسي أمريكي.
- 29 أبريل – روفوس كينغ (مواليد 1755) سياسي أمريكي.

### أغسطس
- 28 أغسطس - المشرف إيرا والتون يقتل غيلبرت في معسكر أندرو جاكسون لتدريب العبيد في هيرميتاغ.[1]